# 普通学部
普通学部（ふつうがくぶ）とは戦前の教育機関に置かれていた組織。設置していた関西学院のサイトでは普通学部とは今日の高中部の源と考えられているが、ある意味では大学の源ともいえるとの事。他には青山学院、明治学院、同志社の沿革で普通学部の存在が見られる。